# Portunatasaurus
Portunatasaurus — рід мозазаврових лускатих, які мешкали в пізньому крейдяному періоді на території сучасної Хорватії. Він містить один вид, P. krambergeri, відновлений з Адріатично-Дінарської карбонатної платформи. Це була відносно невелика рептилія, яка досягала 1 м в довжину і 2 кг маси тіла.